# 안석호
안석호(安石淏, 1986년 1월 5일~)는 2007년부터 수원 삼성 블루윙즈에서 활약한 대한민국의 축구 선수이다. 주 포지션은 공격수였으며, 이후 대구 FC와 험멜 코리아에서 선수 생활을 보냈다.